# I.G.-Farben-Haus
L'I.G.-Farben-Haus (letteralmente: "edificio I.G. Farben") è un grande complesso direzionale nella città tedesca di Francoforte sul Meno, costruito per ospitare la sede dell'industria chimica I.G. Farben.
Progettato dall'architetto Hans Poelzig, è considerato uno dei più importanti esempi di architettura moderna nella Repubblica di Weimar.

## Storia
Il complesso fu costruito dal 1929 al 1931 su progetto di Hans Poelzig per ospitare la sede dell'industria chimica I.G. Farben.
Nell'aprile 1945 il generale statunitense Dwight David Eisenhower, comandante supremo delle forze di spedizione alleate, stabilì il quartiere generale dello SHAEF al primo piano dell'edificio centrale.
Venne profondamente ristrutturato nel 2001 dallo studio di architettura Dissing + Weitling e da allora è usato dall'Università Johann Wolfgang Goethe.

## Caratteristiche
Il complesso si compone di due edifici: l'edificio principale, di dimensioni monumentali, e il retrostante Casino.
L'edificio principale, rivestito in lastre di travertino, si sviluppa in lunghezza da ovest a est e ha una pianta di forma leggermente arcuata interrotta da sei avancorpi che ospitano le connessioni verticali (scale e ascensori). La particolare forma dell'edificio, retaggio dell'architettura espressionista, gli conferisce dinamismo evitando la monotonia dell'insieme.

## Galleria d'immagini

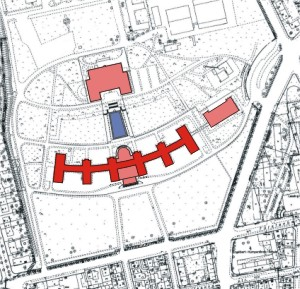
Mappa del complesso
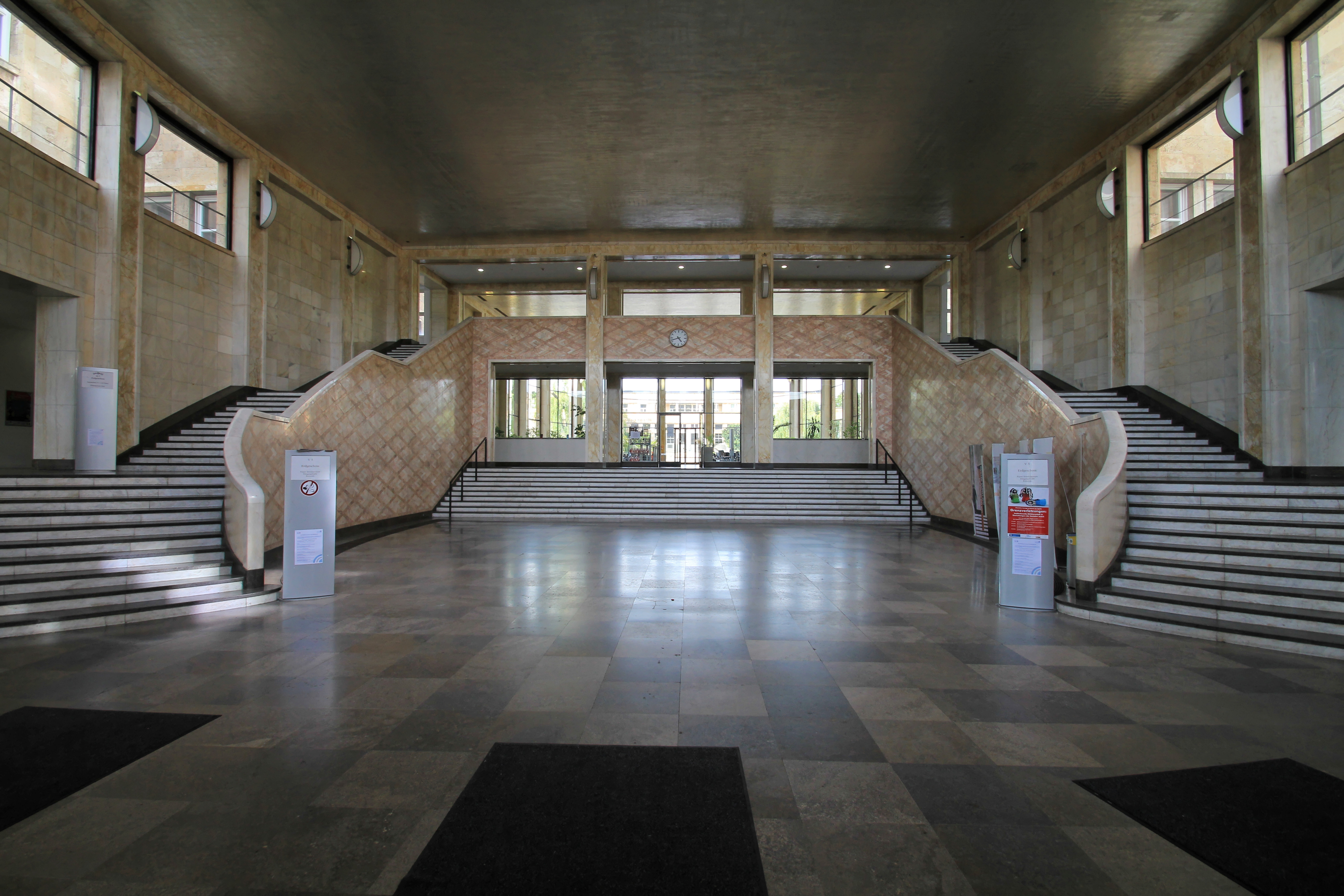
L'ingresso
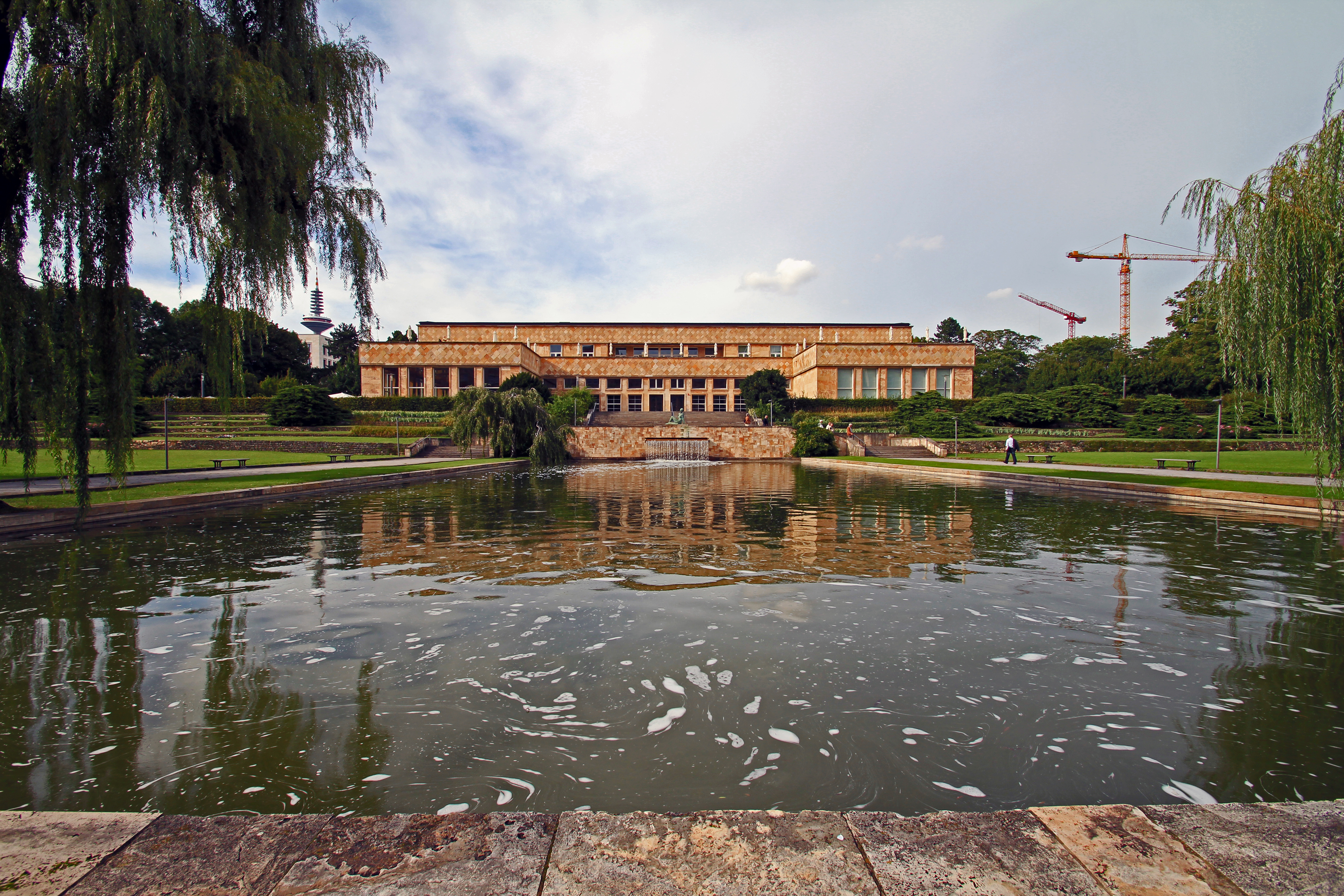
Il Casino